# Grande Prêmio da Alemanha de 1968
Resultados do Grande Prêmio da Alemanha de Fórmula 1 realizado em Nürburgring à 4 de agosto de 1968. Oitava etapa da temporada, teve como vencedor o britânico Jackie Stewart.

## Classificação da prova
| Pos. | Nº | Piloto               | Construtor    | Voltas | Tempo/Diferença          | Grid | Pontos |
| ---- | -- | -------------------- | ------------- | ------ | ------------------------ | ---- | ------ |
| 1    | 6  | Jackie Stewart       | Matra-Ford    | 14     | 2:19:03.2                | 6    | 9      |
| 2    | 3  | Graham Hill          | Lotus-Ford    | 14     | + 4:03.2                 | 4    | 6      |
| 3    | 5  | Jochen Rindt         | Brabham-Repco | 14     | + 4:09.4                 | 3    | 4      |
| 4    | 9  | Jacky Ickx           | Ferrari       | 14     | + 5:55.2                 | 1    | 3      |
| 5    | 4  | Jack Brabham         | Brabham-Repco | 14     | + 6:21.1                 | 15   | 2      |
| 6    | 10 | Pedro Rodríguez      | BRM           | 14     | + 6:25.0                 | 14   | 1      |
| 7    | 1  | Denny Hulme          | McLaren-Ford  | 14     | + 6:31.0                 | 11   |        |
| 8    | 22 | Piers Courage        | BRM           | 14     | + 7:56.4                 | 8    |        |
| 9    | 14 | Dan Gurney           | Eagle-Weslake | 14     | + 8:13.7                 | 10   |        |
| 10   | 18 | Hubert Hahne         | Lola-BMW      | 14     | + 10:11.4                | 18   |        |
| 11   | 21 | Jackie Oliver        | Lotus-Ford    | 13     | + 1 volta                | 13   |        |
| 12   | 17 | Kurt Ahrens Júnior   | Brabham-Repco | 13     | + 1 volta                | 17   |        |
| 13   | 2  | Bruce McLaren        | McLaren-Ford  | 13     | + 1 volta                | 16   |        |
| 14   | 11 | Richard Attwood      | BRM           | 13     | + 1 volta                | 20   |        |
| Ret  | 8  | Chris Amon           | Ferrari       | 11     | Acidente                 | 2    |        |
| Ret  | 12 | Jean-Pierre Beltoise | Matra         | 8      | Acidente                 | 12   |        |
| Ret  | 16 | Jo Siffert           | Lotus-Ford    | 6      | Ignição                  | 9    |        |
| Ret  | 19 | Lucien Bianchi       | Cooper-BRM    | 6      | Vazamento de combustível | 19   |        |
| Ret  | 7  | John Surtees         | Honda         | 3      | Ignição                  | 7    |        |
| Ret  | 20 | Vic Elford           | Cooper-BRM    | 0      | Acidente                 | 5    |        |
| DNS  | 23 | Silvio Moser         | Brabham-Repco |        | Bomba de óleo            |      |        |

## Tabela do campeonato após a corrida
|   | Pos. | Piloto          | Pontos |
| - | ---- | --------------- | ------ |
|   | 1    | Graham Hill     | 30     |
| 1 | 2    | Jackie Stewart  | 26     |
| 1 | 3    | Jacky Ickx      | 23     |
|   | 4    | Denny Hulme     | 15     |
|   | 5    | Pedro Rodríguez | 11     |

|   | Pos. | Construtor   | Pontos |
| - | ---- | ------------ | ------ |
|   | 1    | Lotus-Ford   | 44     |
| 2 | 2    | Matra-Ford   | 29     |
| 1 | 3    | Ferrari      | 28     |
| 1 | 4    | McLaren-Ford | 22     |
|   | 5    | BRM          | 18     |

- Nota: Somente as primeiras cinco posições estão listadas. A temporada de 1968 foi dividida em dois blocos de seis corridas onde cada piloto descartaria um resultado. Neste ponto esclarecemos: na tabela dos construtores figurava somente o melhor colocado dentre os carros de um time.